# Klinikum Coburg
Das Sana Klinikum Coburg ist ein Krankenhaus der Schwerpunktversorgung (Versorgungsstufe II) mit Sitz in Coburg.
Das Klinikum weist 510 Betten und 22 Fachabteilungen auf. Es ist seit dem 1. November 2024 eine 100-prozentige Tochter der Sana Kliniken AG. Das Krankenhaus gehörte von 2008 bis 2024 der Regiomed-Kliniken GmbH und bis 2008 dem Krankenhausverband Coburg, der weiterhin Eigentümer der Grundstücke und Betriebsbauten des Klinikums ist. Mitglieder des Zweckverbandes sind die Stadt Coburg und der Landkreis Coburg.

## Geschichte

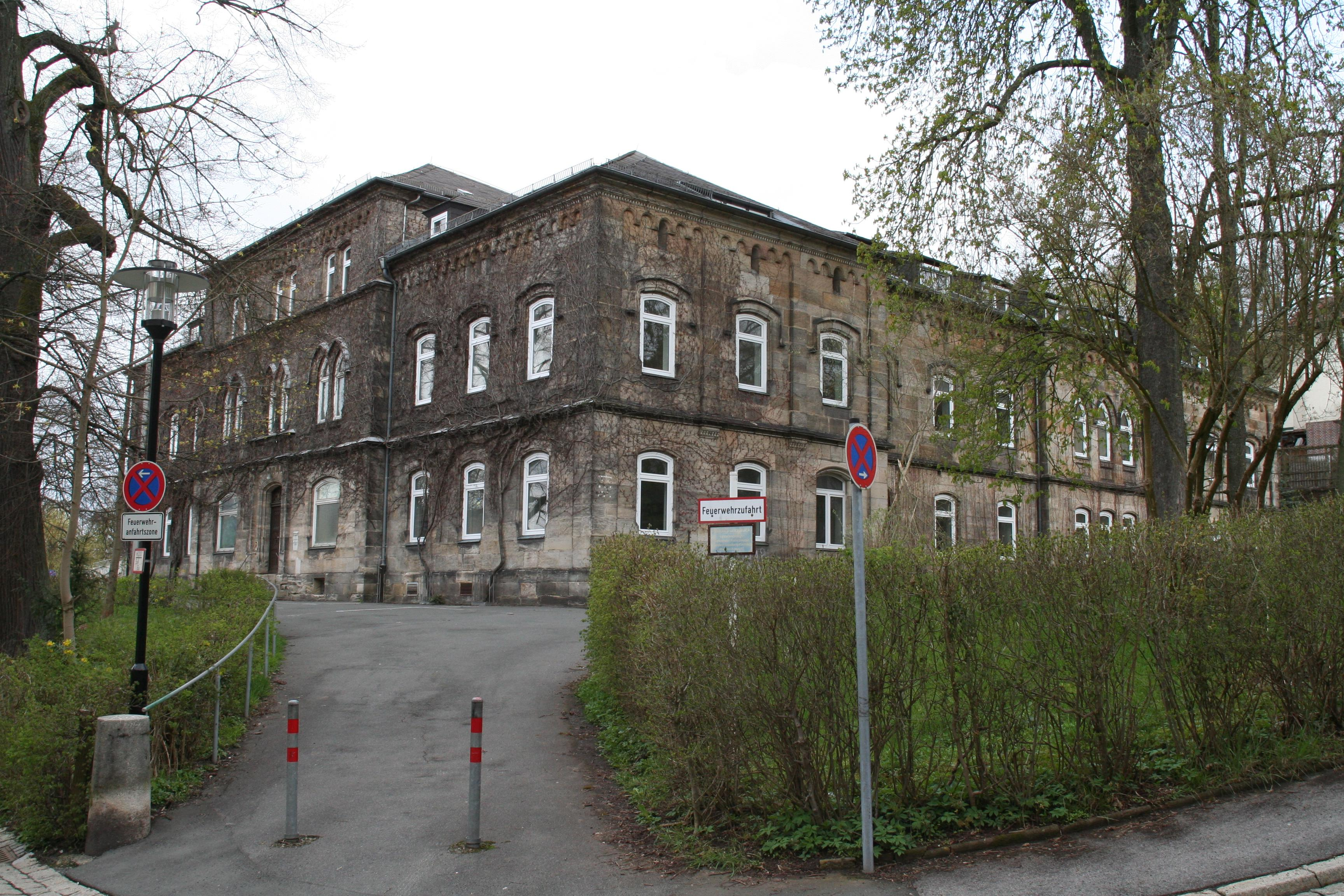
Altes Landkrankenhaus von 1862

Am 1. Juli 1862 nahm das Landkrankenhaus in seinem Neubau, der von Carl Friedrich Wilhelm Streib geplant worden war, in der Allee 7 den Betrieb auf. Aber schon 1887 wurden die Zustände mit unzureichenden Räumlichkeiten und mangelhafter Einrichtung in einem Gutachten kritisiert. Ende des 19. Jahrhunderts wurde daher ein grundlegender Umbau oder alternativ ein Neubau diskutiert. 1899 stimmte der Coburger Landtag mehrheitlich für einen Neubau, dessen Lage das herzogliche Staatsministerium außerhalb der Kernstadt in Ketschendorf auf einem Plateau vorsah. Im selben Jahr erwarb das Ministerium von der Familie Gottwald das Grundstück, das mit einer Villa bebaut war.
Der Nürnberger Stadtbaumeister Heinrich Wallraff entwarf den Neubau mit rund 100 Betten und ermittelte Baukosten von 470.000 Mark. Der Coburger Landtag bewilligte im Jahr 1901 die Baukosten und sah zusätzlich 10.000 Mark für die Inneneinrichtung vor. Der Gothaer Architekt Richard Klepzig wurde mit der Bauleitung beauftragt. Die Bauarbeiten begannen im Juni 1901. Am 1. Mai 1903 nahm das Krankenhaus mit sieben Monaten Verspätung seinen Betrieb auf. Die feierliche Einweihung folgte am 13. Juli 1903. Da unter anderem die Kosten für die Inneneinrichtung total unterschätzt wurden und zusätzlich eine Klär- und Desinfektionsanlage und ein Abwasserkanal erforderlich waren, verteuerte sich der Neubau um rund 30 Prozent auf 697.380 Mark. Das neue Landkrankenhaus in Pavillonform war 1903 mit 128 Betten ausgestattet und umfasste die ehemalige, umgebaute „Gottwald’sche Villa“ als Hauptgebäude, zwei Pavillons, ein Wirtschaftsgebäude mit Kesselhaus, Küche und Wäscherei, das Wohnhaus des Krankenhausdirektors, ein Pförtner- und ein Leichenhaus mit Sektionssaal.

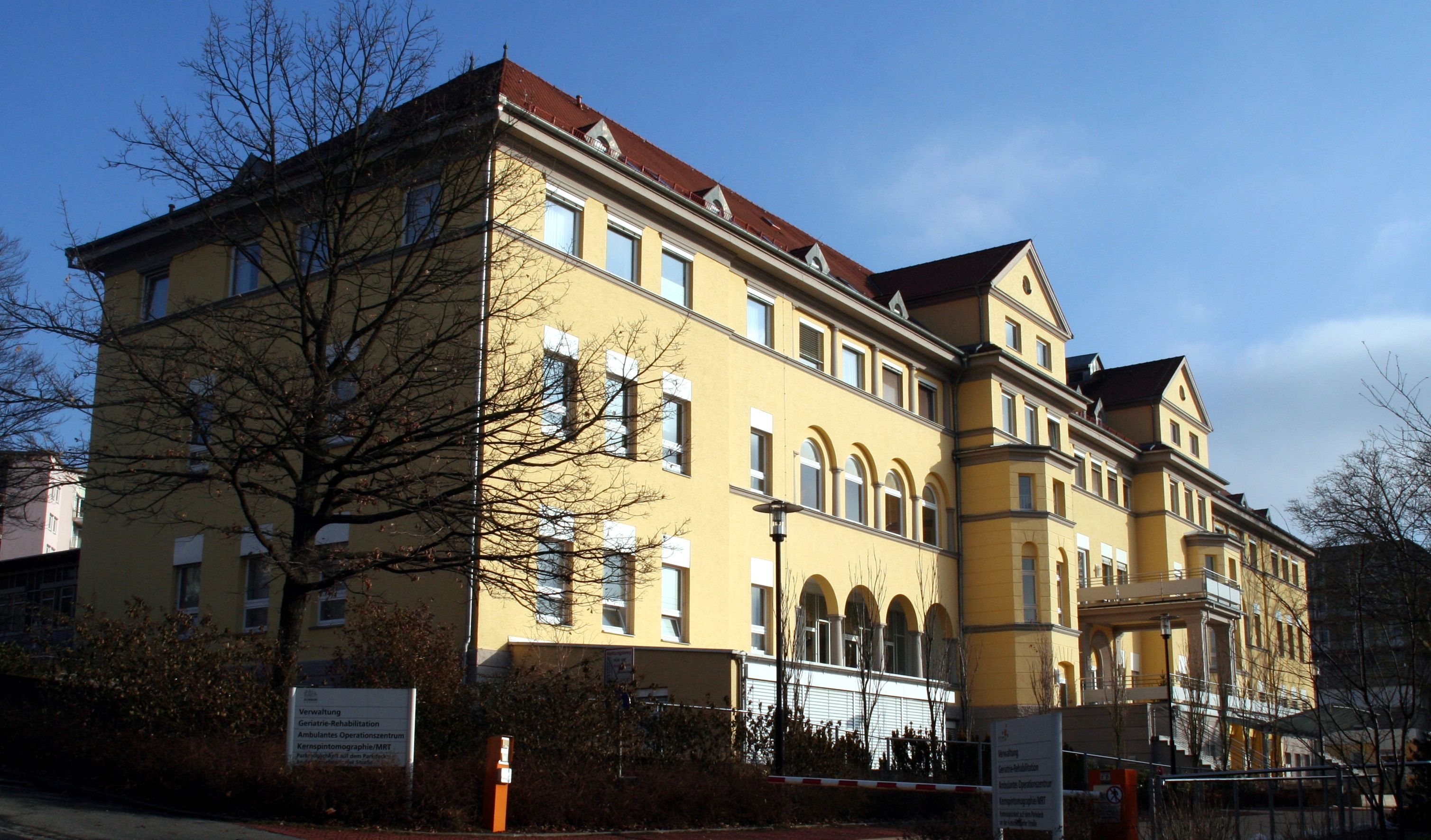
Ehemaliges Hauptgebäude von 1903

Am 1. Juni 1904 wurde von der herzoglichen Staatsregierung eine Verwaltungskommission eingesetzt, die unter dem Vorsitz von Max Oscar Arnold insbesondere den wirtschaftlichen Betrieb des Landkrankenhauses überwachen sollte. 1904 gab es 564 stationäre Patienten, die von einem Chefarzt und zwei Assistenzärzten sowie von je einer Oberschwester und Schwester, zwei Wärterinnen, drei Wärtern und zwei Hilfswärterinnen betreut wurden. Die Betriebskosten betrugen 55.700 Mark und wurden zu jeweils ungefähr der Hälfte durch Zuschüsse des Staates und Tagessätze der Patienten gedeckt.
Bei der Vereinigung des Freistaates Coburg mit dem Freistaat Bayern regelte der Staatsvertrag unter dem Punkt IV des Schlussprotokolls das Weiterbestehen des Krankenhauses. Als Träger des ehemals staatlichen Krankenhauses wurde der Krankenhausverband Coburg vereinbart, der am 27. August 1921 mit Rückwirkung auf den 1. Juli 1920 von den Gemeinden des ehemaligen Coburger Freistaates gebildet wurde. Dabei verpflichtete sich der Freistaat Bayern die Defizite des Verbandes zu Dreiviertel zu übernehmen, wobei diese Zusage durch eine einmalige Abfindungssumme abgelöst werden konnte. Dies erfolgte 1975, wobei die Zahlung als Eigenkapital für einen Neubau verwendet wurde.
1928 kam es zu einer ersten Erweiterung des Hauptgebäudes. Von 1930 bis 1933 wurden die Pavillons aufgestockt. Danach wies das Landkrankenhaus 232 Betten auf. Nachdem zwanzig Jahre lang keine Investitionen getätigt wurden und Einrichtung sowie Ausrüstung nicht mehr dem üblichen Standard entsprachen, begannen Anfang der 1950er Jahre größere Baumaßnahmen. Die sechsgeschossige innermedizinische Klinik wurde errichtet und das Wirtschaftsgebäude erweitert, so dass 537 Betten im Jahr 1956 vorhanden waren. In den 1960er Jahren folgte ein Neubau für die Verwaltung, die Wäscherei und Kinderklinik sowie ein Personalwohnheim. 1971 wurden 626 Betten bei 89,5 Prozent Auslastung mit 12.508 Patienten und durchschnittlich 16,3 Tagen Verweildauer unterhalten.
1968 stufte der Freistaat Bayern das Landkrankenhaus Coburg in seiner Krankenhausplanung als Hauptversorgungseinrichtung ein, dem Mitte der 1970er umfangreiche Erweiterungsplanungen folgten, die 1975 eine Endkapazität von 730 Betten vorsahen. Aufgrund von Finanzierungsproblemen verzögerte sich die Umsetzung der Planung. 1977 wurde das Krankenhaus schließlich gemäß dem bayerischen Krankenhausbedarfsplan als Haus der Schwerpunktversorgung (Stufe II) mit 650 Betten eingestuft und nahm am 1. April die Tätigkeit als Lehrkrankenhaus der Universität Würzburg auf. Die überarbeitete Planung ergab im Jahr 1980 Baukosten in Höhe von rund 241 Millionen DM. Am 1. März 1982 war schließlich der erste Spatenstich für den ersten Bauabschnitt, dem vier weitere folgten. Ende 2002 waren die Baumaßnahmen bei rund 325 Millionen DM Gesamtbaukosten, einschließlich zirka 60 Millionen DM für medizintechnische Geräte, abgeschlossen. Das Klinikum besteht seitdem aus fünf Neubaukomplexen, einer Parkpalette mit 193 Plätzen (im Jahr 2009 um ein Deck aufgestockt), dem umgebauten Verwaltungsgebäude, dem ehemaligen chirurgischen Haupthaus und dem Gebäude der ehemaligen Kinderklinik.
Der umbaute Raum aller Gebäude, auf einem Areal von zirka 50.000 m², beträgt seitdem ungefähr 240.000 m³. Im Jahr 2001 wurden 522 Betten bei 85,5 Prozent Auslastung mit 20.880 Patienten und durchschnittlich 7,8 Tagen Verweildauer unterhalten. Bis 2007 ist die Zahl der stationären Patienten bei einer mittleren Verweildauer von rund 6,3 Tagen auf über 25.000 Patienten gestiegen. Im März 2016 kündigte die Universität Würzburg den Lehrkrankenhausvertrag, weil der Krankenhausverband Regiomed eine Kooperationsvereinbarung mit der Universität Split in Kroatien geschlossen hatte.

## Trägerschaft

Logo der Sana Kliniken

Am 1. Januar 1976 gründeten die Stadt und Landkreis Coburg den Zweckverband Krankenhaus Coburg als neue Trägerschaft. In der Verbandssammlung ist der Landkreis durch den Landrat als Vorsitzenden und weitere sechs Mitglieder des Kreistages vertreten, die Stadt Coburg durch den Oberbürgermeister als stellvertretenden Vorsitzenden und drei Mitglieder des Stadtrates. Zum 1. Januar 1999 wurde das Landkrankenhaus in Klinikum Coburg gGmbH umfirmiert, Gesellschafter ist der Krankenhausverband Coburg. Am 1. April 2001 kam es zur Gründung der Tochtergesellschaft Klinikum Coburg Service GmbH, die etwa 220 Mitarbeiter in Bereichen wie Reinigung und Spülküche, aber auch in medizinischen Bereichen zum Beispiel als Arzthelferinnen oder Pflegediensthelferinnen einsetzt. Seit dem 1. Januar 2008 kooperiert das Klinikum mit fünf anderen Krankenhäusern in Schleusingen, Lichtenfels, Sonneberg und zwei in Hildburghausen in der gemeinnützigen regioMed-Kliniken GmbH. Der Zweckverband hat sich dazu mit 25 % an der regioMed-Kliniken GmbH beteiligt und das Klinikum mit dem beweglichen Anlagevermögen als Einlage eingebracht. Grundstücke und Betriebsbauten des Klinikums Coburg blieben beim Zweckverband.
Am 1. Januar 2024 meldete RegioMed-Kliniken GmbH Insolvenz an. Zum 1. November 2024 wurden die oberfränkischen Teile der Regiomed, unter anderem das Coburger Klinikum, von der Sana Kliniken AG übernommen und werden als Sana Kliniken Oberfranken weitergeführt.

## Fachabteilungen
- Allgemein- und Viszeral-Chirurgie
- Allgemeinmedizin und Altersmedizin
- Anästhesie
- Frauenheilkunde und Geburtshilfe
- Gefäßmedizin
- Geriatrie und Rehabilitation
- Gastroenterologie mit Diabetologie
- Hämatologie und Onkologie
- Intensivmedizin
- Kardiologie, Angiologie und Pneumologie
- Kinderklinik
- Nephrologie
- Neurologie
- Orthopädie und Unfallchirurgie
- Pädiatrie
- Palliativmedizin
- Pathologie
- Perinatalzentrum
- Radiologie/Strahlenheilkunde
- Schmerzmedizin
- Thoraxchirurgie
- Urologie und Kinderurologie
- Zentrale Notaufnahme/Notfallmedizin

## Planungen für einen Gesundheitscampus in der Coburger Nordstadt
Im Jahr 2016 wurden erstmals Pläne zur mittelfristigen Errichtung eines Gesundheitscampus auf dem Areal der früheren Bundesgrenzschutz-Kasernen im Coburger Norden bekannt. Hauptbestandteil soll dabei ein neues Großklinikum mit etwa 750 Betten werden, das durch weitere Pflege- und Dienstleistungskomponenten, etwa Patientenhotels oder Rehabilitationseinrichtungen, ergänzt wird. Das neue Großklinikum soll dabei das bestehende Klinikum Coburg ersetzen, da der Kapitalbedarf zur Sanierung und Erweiterung des bisherigen Klinikums auf mehrere hundert Millionen Euro geschätzt wird. Dies sei nur geringfügig weniger als der geplante Komplett-Neubau. Zudem sei das bestehende Klinik-Grundstück in der Coburger Südstadt bereits so eng bebaut, dass größere Erweiterungen nur schwer umsetzbar seien. Im Sommer 2022 erwarb der Krankenhausverband Coburg von der Bundesanstalt für Immobilienaufgaben das 17 Hektar große Gelände der ehemaligen Bundesgrenzschutz-Kaserne für den Neubau des Klinikums.